# Túnel Las Astas
El túnel Las Astas es un túnel Chileno, construido en 1912 para la línea férrea longitudinal entre La Ligua y Illapel tiene alrededor de 787 metros de longitud. Fue declarado Monumento nacional en la categoría de Monumentos Históricos por Decreto Supremo No.127 el 23 de marzo de 2011.

## Historia
El proceso de ingreso y establecimiento del ferrocarril en Chile fue paulatino, y no estuvo exento de dificultades. El costo de inversión era alto y existían agentes opositores a su construcción, cuyos argumentos iban en defensa de los intereses del empresariado del transporte vía diligencias y carretas. Durante el proceso de construcción hubo dificultades técnicas y económicas que lentamente fueron superadas.
La construcción de la primera vía férrea en Chile nació como una extensión de la explotación minera, asociada también a la presión exportadora que requirió mejoras en el transporte. Así es como en el norte de Chile se establece el primer ferrocarril que recorrería la ruta de Caldera a Copiapó con 81 kilómetros de extensión (1851) asociado al auge de la explotación minera de Chañarcillo. Opuesto a la situación del sur del país, ya que las vías férreas fueron construidas bajo las políticas y planificaciones del gobierno de turno.
El establecimiento del ferrocarril tuvo una gran importancia y relevancia, ya que significó para el país grandes ventajas y facilidades comerciales, comunicacionales, industriales y administrativas. 
Debido a lo anteriormente mencionado este túnel constituye un Vestigio de la Red Longitudinal del Norte del Ferrocarril, de fines del siglo XIX y comienzos del siglo XX, Los materiales ocupados principalmente en su construcción fue la piedra, lamentablemente este túnel esta en desuso pero con esto el valor Patrimonial va incrementándose debido a que forma parte de un trazado que se diseño siguiendo la ruta de acceso de Diego de Almagro en su ingreso a Chile. Este puente junto con los otros vestigios de la Red Longitudinal Norte, constituyen hoy elementos en la conformación de la identidad de las comunidades ubicadas en torno al puerto de Los Vilos

## Conectividad
Los túneles constituyen vestigios de la red longitudinal norte del ferrocarril, de fines del siglo XIX y principios del siglo XX. Dicha "red longitudinal norte" se concibió como una alternativa de transporte de carga, bienes e insumos para la explotación agrícola del sector interior del país y como una alternativa de desplazamiento logístico de soldados y pertrechos. La red mencionada, corresponde a la ruta de acceso de Diego de Almagro en su ingreso a Chile, por dicha razón la red longitudinal norte y sus vestigios se vinculan históricamente a la época del descubrimiento de Chile.
La comunicación dio un gran paso en la integración nacional, pues el alambrado del servicio telegráfico avanzó junto a la vía férrea. De esta red destacaban el puente de dos tramos sobre el río Conchalí, el puente sobre el río Choapa y otro sobre el río Illapel. La pendiente del sector fue otro factor que supuso un desafío para los ingenieros de la época. En Los Vilos, la vía contó con un muelle de 124 metros. El Túnel Las Astas constituye un vestigio de la Red Longitudinal Norte del ferrocarril, de fines del siglo XIX y comienzos del siglo XX.
La tecnología aplicada en el túnel corresponde a tecnologías actualmente en desuso, sin embargo representan un valioso registro de la capacidad de resolución técnica y del estado del arte a principios del siglo XX, en el país, y por ello un elemento digno de conservar para las futuras generaciones. También representan la resolución diversa de distintos elementos de infraestructura: túneles y puentes, estos últimos a su vez resueltos en metal y piedra, por lo cual se está ante la existencia de una muestra diversa de tecnologías pretéritas.